# Самсон (линейный корабль)
«Самсон» — 70-пушечный парусный линейный корабль Азовского флота России. 

## Описание корабля
Длина корабля составляла 41,5 метра, ширина — 10,4 метра, а осадка — 2,8 метра. Вооружение судна состояло из 70 орудий.

## История службы
Корабль «Самсон» был заложен в Воронеже в 1697 году и после спуска на воду в 1704 году вошёл в состав Азовского флота. Строительство вёл корабельный мастер П. Бас.
В 1710 году был разобран в Таврове.